# 團玲伊奈
團 玲伊奈（だん れいな、1996年1月20日 - ）は、埼玉県三郷市出身のハンドボール選手。日本ハンドボールリーグの三重バイオレットアイリス所属。

## 経歴
埼玉栄高等学校時代は2011年に日本代表U-16に選出。2013年には第5回女子ユースアジア選手権の日本代表U-18に選出された。
高校卒業後は東京女子体育大学へ進学し、2014年に第5回女子ユース世界選手権の日本代表U-18に選ばれた。
2015年は関東学生ハンドボール・春季リーグで優秀新人賞を受賞。6月に第3回U-22東アジア選手権の日本代表に選出され、8月には第13回女子ジュニアアジア選手権の日本代表に選出された。
2017年は春季リーグで得点王（66得点）のタイトルを獲得し、優秀選手賞を受賞。秋季リーグでは優秀選手賞を受賞した。同年の全日本学生ハンドボール選手権大会（インカレ）では特別賞を受賞。
2018年1月に日本ハンドボールリーグの三重バイオレットアイリスへ加入。
2018-19年シーズンはリーグ10位のフィールド得点（78得点）を記録。

## 詳細情報

### 年度別成績
| 年       | チーム   | 試合 | フィールド 得点 | 率   | 7m  | 合計   | 警告 | 退場 | 失格 |
| -------- | -------- | ---- | --------------- | ---- | --- | ------ | ---- | ---- | ---- |
| 2017-18  | MVI      | 3    | 1/2             | .500 | 0/0 | 1/2    | 0    | 0    | 0    |
| 2018-19  | MVI      | 24   | 78/140          | .557 | 0/0 | 78/140 | 2    | 0    | 0    |
| JHL：2年 | JHL：2年 | 27   | 79/142          | .556 | 0/0 | 79/142 | 2    | 0    | 0    |

- 各年度の太字はリーグ最高

### JHLプレーオフ
| 年      | チーム | 試合                                                       | フィールド 得点 | 率   | 7m  | 合計 | 警告 | 退場 | 失格 |
| ------- | ------ | ---------------------------------------------------------- | --------------- | ---- | --- | ---- | ---- | ---- | ---- |
| 2017-18 | MVI    | ソニーセミコンダクタマニュファクチャリング戦 (1stステージ) | 1/2             | .500 | 0/0 | 1/2  | 0    | 0    | 0    |
| 2018-19 | MVI    | オムロン戦 (1stステージ)                                   | 0/5             | .000 | 0/0 | 0/5  | 1    | 0    | 0    |

### 記録

#### 日本ハンドボールリーグ
- フィールドゴール初得点：2018年3月3日、対北國銀行戦（AGF鈴鹿体育館）[12]

### 背番号
- 11 (2018年 - )